# Tiroteio e sequestro no centro comercial Westgate
Em 21 de setembro de 2013, cerca de uma dezena de indivíduos armados atacaram o centro comercial Westgate, um shopping de luxo na capital do Quênia, Nairóbi. A milícia radical islâmica somali Al-Shabab, reivindicou o ataque, perpetrado como retaliação à presença de militares do Quênia na missão da ONU na Somália, onde o país integra tropas de paz africanas para conter os militantes islâmicos. O ataque provocou mais de 70 mortes.